# Couvent des moines de Picpus
Le  couvent des moines de Picpus   ou   couvent des pénitents réformés du Tiers ordre de Saint-François est un ancien monastère parisien établi à l'emplacement du 61 rue de Picpus et également à l’emplacement des 160 au 174 de la rue de Belleville.

## Le couvent de Picpus
Le couvent du Tiers ordre de Saint-François est établi en 1600 au 61 rue de Picpus dans des  locaux auparavant  occupés en 1573 par des capucins, par des jésuites de   1576 à 1580 et par des augustins à partir de 1580. Cet établissement s'étendait entre la rue Dagorno, le boulevard de Picpus, la rue de Tahiti et la rue de Picpus où était située son entrée 
Le bâtiment de la rue de Picpus est vendu et morcelé en 1796.

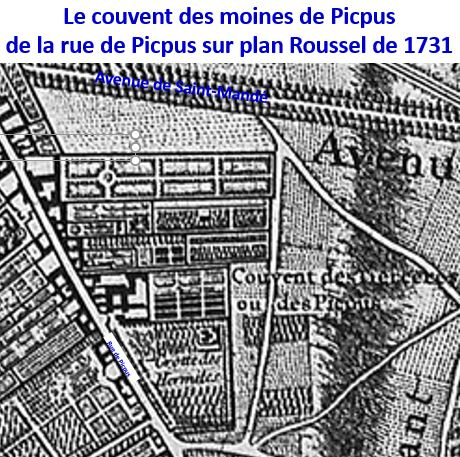
Couvent des moines de Picpus rue de Picpus sur plan Roussel de 1731

## Le couvent de Belleville
Jean Bordier, argentier de la Petite écurie du roi achète en 1638 à l’Archevêque de Paris pour y installer ce couvent, un terrain de 12 hectares rue de Belleville. Ce terrain qui faisait à l'origine partie du domaine de l'église Saint-Éloi dans l'Île de la Cité, rattaché en 1134 à l'abbaye de Saint-Maur était depuis 1493 propriété de l'évêque. Les jardins autour de la maison seigneuriale de Saint-Éloi s’étendaient jusqu’à la rue des Rigoles. Les religieux rachètent ce domaine en 1673. La chapelle était située à l’emplacement des 162 et 164 rue de Belleville. Une fontaine était alimentée par une dérivation des eaux de Belleville. L’entrée du couvent était situé rue Levert.
Le couvent est fermé en 1790. Il est démoli entre 1792 et 1808. Les rues des Cascades et des Rigoles ont été ouvertes en 1837 sur le domaine de l’ancien couvent, la rue Olivier-Métra en 1906 et la rue Frédérick-Lemaître en 1912.

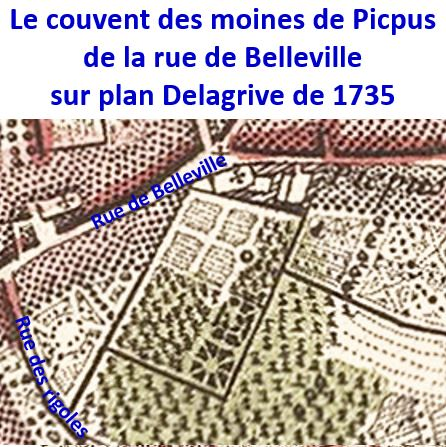
Couvent des moines de Picpus rue de Belleville sur plan Delagrive de 1735